# Ricardo Peral
Ricardo Peral Antúnez (Valladolid, España, 13 de febrero de 1974), más conocido en los Estados Unidos por Ricky Peral, es un exjugador de baloncesto español. Jugaba como alero y fue considerado una de las grandes promesas del baloncesto español de principios de los años 1990. En sus inicios era comparado con Toni Kukoc, aunque luego tendría una carrera profesional muy corta y alejada del crack croata. Jugó durante cuatro años en la Universidad de Wake Forest, coincidiendo en este periodo con Tim Duncan.

## Trayectoria
- Cantera Maristas CB Valladolid
- Real Madrid. Categorías inferiores
- 1991-92 ACB. Real Madrid
- 1992-93 Primera División. CB Guadalajara (Equipo vinculado al Real Madrid)
- 1993-97 NCAA. Wake Forest University
- 1997-00 HEBA. PAOK Salónica